# 철원근대문화유적센터
철원근대문화유적센터(鐵原近代文化遺跡center)는 강원특별자치도 철원군 철원읍에 위치한 박물관이다.

## 개요
철원 구시가지인 외촌리 620-8 일대에 2009년 개관한 박물관으로, 인근에 위치한 구시가지의 유적과의 연계를 목적으로 조성되었다.

## 인근 유적
- 철원 얼음창고(등록문화재 제24호) : 당시 얼음의 필요성, 철원읍내의 번화함을 엿볼 수 있는 시설물이라 지정.[2]
- 철원 농산물검사소(등록문화재 제25호) : 건축 당시의 건축 기법이 다양하게 활용되어 지정.[2] 해방 후 조선민주주의인민공화국령일 때는 검찰 분소로 사용되기도 하였다.
- 철원 제2금융조합 건물지(등록문화재 제137호) : 건축 당시 사용된 건축 자재가 그대로 남아 있어 지정.[3]

얼음창고
농산물검사소
제2금융조합

## 주변
서북쪽으로 약 1km 위치에 철원역, 서남쪽으로는 약 800m 거리에 사요역, 약 1.3km 떨어진 곳에 노동당사 삼거리가 있다.